# Église Saint-Jean-Baptiste de Rochepaule
L'église Saint-Jean-Baptiste est érigée dans la commune de Rochepaule, département de l'Ardèche en région Auvergne-Rhône-Alpes. Son architecture de style néogothique est l'œuvre des architectes Jules Guillot et Emmanuel Vitou d’Annonay et des entrepreneurs Victor Guigon et Jean Vallet. L'édifice est situé au cœur du chef-lieu de la commune.
Elle est inscrite à l'Inventaire général du patrimoine culturel.

## Historique
Les documents cités dans la bibliographie de l'article permettent d'établir la chronologie suivante : 
- 660 : Existence d’une église à Rochepaule ?
- XIe siècle : Pons de Tournon, abbé de l’Abbaye de la Chaise-Dieu fonde un prieuré. Les bénédictins présents à Rochepaule y construisent une église. Rochepaule et l’ensemble des paroisses vivaroises situées entre le Doux et l’Eyrieux dépendent alors du diocèse de Valence (Drôme).
- 1562 - 1598 : Destruction de Rochepaule (Guerres de religion).
- XVIIe siècle : Des religieux de l’Ordre des Minimes remplacent les moines bénédictins.
- 1789 : Révolution…
- 1793 : Fermeture de l’église au culte et disparition du prieuré ?
- 1802 : Réouverture officielle au culte : l’église demeure paroissiale dans le cadre de la mise en place de l’organisation temporelle concordataire. Rochepaule est alors rattaché au diocèse de Mende
- 1835 : Constitution du cadastre « napoléonien » de Rochepaule. L’église apparait sur le plan. Elle est rattachée au diocèse de Viviers depuis 1822.
- 1892 - 1896 : Reconstruction de l’église sur le même emplacement.
- 1906 : Inventaire de l’église dans le cadre de la Loi de séparation des Églises et de l'État. L'opération se déroule après une bataille de boules de neige et de cailloux entre des paroissiens manifestants et les forces de l’ordre et à l’issue du forçage de la porte latérale le 6 mars. Le siège a duré 6 heures. Des condamnations à de la prison seront prononcées.
- 1930 - 1931 : Construction du clocher
- 1932 : Inauguration des travaux : messe présidée par Mgr Pierre-Marie Durieux, l’évêque du diocèse de Viviers et bénédiction du clocher (19 juin).
- 1990 : Campagne de travaux : rénovation et réaménagement intérieur.
- 1993 : Festivités du centenaire de l’église (19 septembre).
- 1994 : Les paroisses catholiques de Devesset, La-Chapelle-sous-Rochepaule, Le Pouzat, Rochepaule, Saint-Agrève, Saint-André-en-Vivarais, Saint-Jean-Roure, Saint-Jeure-d'Andaure et Saint-Romain-le-Désert forment l’« Ensemble Inter Paroissial de Saint-Agrève ».
- 2003 : Création de la paroisse « Saint-Agrève en Vivarais », par fusion des paroisses catholiques de l’« Ensemble Inter Paroissial de Saint-Agrève » (1er janvier) [2].

## Description générale
Composée d’un clocher sur la façade principale surmontant le portail d’entrée, l’église est à trois nef voûtées en croisées d’ogive. Son plan est celui d’une croix latine.

## Vocable
Saint Jean le Baptiste est le patron de cette église. La fête patronale a lieu précisément pour la Décollation de Jean-Baptiste.

## Visite de l'édifice[3].

### Le sanctuaire
Plusieurs éléments aux fonctions liturgiques précises : 
- le siège de présidence,
- la Croix du Christ,
- l’ambon,
- l’autel,

sont une création datant de 1990, tout comme le confessionnal. À ces éléments s'ajoute le tabernacle.

### Vitraux
Certains vitraux ont des motifs géométriques, d’autres, les plus visibles, représentent des portraits en pied de saints. Les fidèles, les visiteurs peuvent reconnaitre notamment dans le chœur :
- Le Sacré-Cœur de Jésus.
- La Vierge à l’Enfant.
- Saint Joseph.

Dans le transept se trouvent des hagiographies illustrées : 
- Vie de Saint Jean-Baptiste.
- Vie Saint François Régis, un saint très populaire en Ardèche puisque vénéré à Lalouvesc, village situé à environ 10 km de l’église.

### Chemin de croix
Le Chemin de Croix rappelle différents épisodes en quatorze stations du premier vendredi saint : la Passion du Christ (dernier quart du XXe siècle ?).

### Sculptures

#### Statues
Plusieurs statues décorent l'église : 
- Saint Jean-Baptiste,
- Saint Joseph,
- La Mère et l’Enfant,
- Saint François Régis,
- Vierge de pitié.

Elles datent soit de la fin du XIXe siècle, soit de la première moitié du XXe siècle.

#### Autres éléments sculptés
Citons encore : 
- les fonts baptismaux en marbre décoré par un bas relief : Le baptême du Christ ;
- la chaire, aujourd'hui inutilisée, conservée comme élément décoratif. Sa cuve est décorée par des bas-reliefs Les quatre Evangélistes ;
- un bénitier du XIIe siècle, classé parmi les monuments historiques au titre d'objet le 20 octobre 1962 [4].
- les autels de la Vierge et de saint Joseph de style néo-gothique.

#### Tableaux
Le patrimoine iconographique comprend des tableaux : 
- Sainte Thérèse de Lisieux (première moitié du XXe siècle ?),
- Apparition du Sacré Cœur de Jésus à Marie Alacocque,

auxquels s ajoute le mémorial des morts pour la France.

### Harmonium
L’harmonium présent porte les signatures suivantes : Dumont et Lelièvre comme facteurs d’harmonium de la Manufacture des orgues des Andélys (fin du XIXe siècle, début du XXe siècle.

### Cloches
Le clocher abrite quatre cloches créées par la Fonderie Paccard : 
- trois cloches dites Virginie et Marie (1885).
- Marie-Germaine (1936).

## Chronologie des curés

### ? – 1994
Un curé, aidé parfois d'un vicaire a la charge de la paroisse dont le territoire correspond approximativement à une partie de celui de la commune.
.

### 1994 – 2003
Une équipe presbytérale dont les membres sont « curés in solidum » (responsables solidairement) a la charge de l’ensemble de l’Ensemble Inter Paroissial.

### Depuis 2003
Avec la création de la paroisse Saint-Agrève-en-Vivarais succédant à l’Ensemble Inter paroissial une Équipe d’Animation Pastorale (E.A.P.) composée de laïcs en mission et de prêtres nommés « curés in solidum » a la charge de la paroisse nouvelle.